# Nitrosoniový ion
Nitrosoniový ion je kation se vzorcem NO+, atom dusíku je v něm vázán trojnou vazbou na atom kyslíku. Lze jej považovat za oxid dusnatý s jedním odtrženým elektronem. Často se vyskytuje jako jedna z těchto solí: NOClO4, NOSO4H (kyselina nitrosylsírová, přesnější vzorec je O=N−O−SO2−OH) a NOBF4. Chlorečnan (ClO -
4 ) a tetrafluorboritan (BF -
4 ) jsou rozpustné v acetonitrilu (CH3CN). NOBF4 lze přečistit sublimací při 200 až 250 °C a 1,3 Pa.
NO+ je isoelektronový s CO, CN− a N2.

## Reakce

### Hydrolýza
Nitrosoniový ion reaguje s vodou za vzniku kyseliny dusité:
NO+ + H2O → HONO + H+
Nitrosoniové sloučeniny tak musí být skladovány v bezvodém prostředí a chráněny před vzdušnou vlhkostí. Reakcí se zásadou se tvoří příslušný dusitan:
NO+ + 2 NaOH → NaNO2 + Na+ + H2O

### Diazotace
NO+ reaguje s arylaminy (ArNH2) za vzniku diazoniových solí (ArN +
2 ). Vzniklá diazoniová skupina může být, na rozdíl od aminové, snadno nahrazena mnoha různými nukleofily.

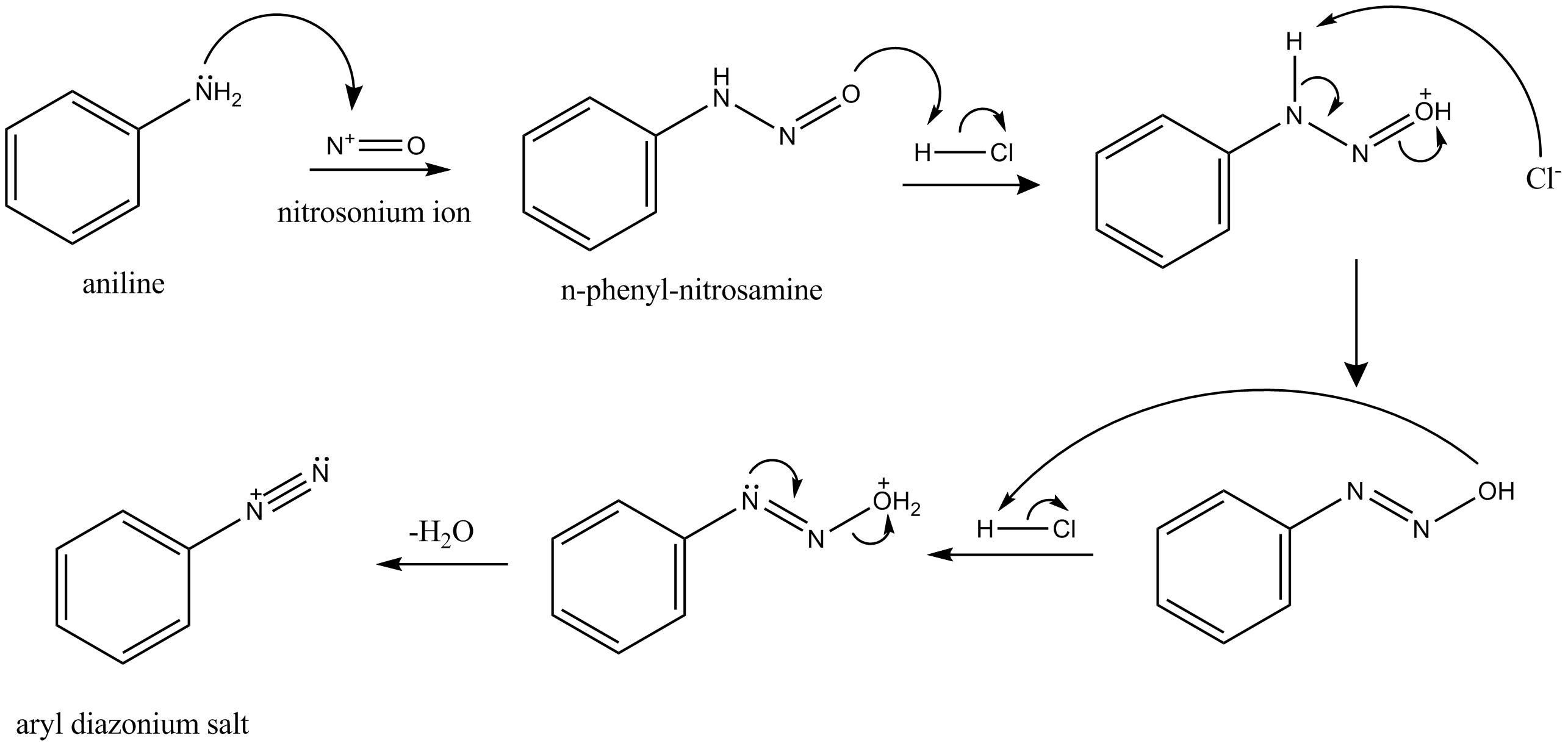
Reakce nitrosoniové soli s anilinem za vzniku diazoniové soli

### Jako oxidační činidlo
Nitrosoniový kation je, například ve formě NOBF4, silným oxidačním činidlem:
- oproti ferrocenu/ferroceniu v CH2Cl2 má redoxní potenciál 1,00 V
- oproti ferrocenu/ferroceniu v acetonitrilu má redoxní potenciál 0,87 V

NOBF4 je vhodným oxidačním činidlem, protože NO, který je vedlejším produktem jeho reakce, je plyn, který může být snadno odstraněn proudem dusíku. Na vzduchu se z NO stává NO2, který by způsoboval další reakce.

### Nitrosylace arenů
Areny s vysokou elektronovou hustotou mohou být nitrosylovány pomocí NOBF4. Jako příklad lze uvést reakci anisolu:
CH3OC6H5 + NOBF4 → CH3OC6H4NO + HBF4
Nitrosonium, NO+, bývá zaměňováno s nitroniem, , NO +
2 , které je aktivní částicí při nitracích. Nitronium je oproti nitrosoniu silnějším elektrofilem, jelikož je odvozeno od kyseliny dusičné, která je silnější kyselinou než kyselina dusitá.

### Příprava nitrosylových komplexů
NOBF4 reaguje s karbonyly kovů za vzniku příslušných nitrosylových komplexů:
(C6Et6)Cr(CO)3 + NOBF4 → [(C6Et6)Cr(CO)2(NO)]BF4 + CO